# Vidzeme

Wappen der Region Vidzeme

Lettische 2-Euro-Gedenkmünze

Vidzeme (deutsch Livland) ist eine Region in Lettland. Die lettische Bezeichnung stammt von den Worten „vidus“ (deutsch Mitte) und „zeme“ (Erde, Land) ab, sie bedeutet somit „Mittelerde“ oder auch „Mittelland“. Vidzeme liegt historisch gesehen etwa in der Mitte der ehemaligen Livländischen Konföderation, welche sich im Norden bis an den Finnischen Meerbusen und im Süden bis nach Litauen erstreckte und die Gebiete der heutigen Staaten Estland und Lettland vollständig abdeckte. Vidzeme ist eine der vier in der Verfassung Lettlands genannten Regionen.
Wird aus aktueller Sicht von Livland gesprochen, so ist damit meist die jetzige Region Vidzeme gemeint. Zuvor verstand man zu Zeiten des Gouvernements Livland noch die Landschaft nördlich von Riga bis zum Peipussee als Livland, was territorial der lettischen Region Vidzeme zusammen mit der heutigen Südhälfte Estlands entspricht.
Vidzeme grenzt im Westen an die Ostseeküste, im Norden an Estland, im Osten sowie Südosten an Lettgallen (lettisch Latgale) und im Süden an Semgallen (Zemgale), in Teilen auch als Oberlettland (Augšzeme) bezeichnet.
Vidzeme entspricht den neun Verwaltungsbezirken Limbaži, Valmiera, Valka, Alūksne, Gulbene, Madona, Cēsis, Ogre und Rīga.
Mit einer Gesamtfläche von etwa 23.000 km² nimmt Vidzeme rund 35 % der Fläche Lettlands ein.